# Родные поля (фильм)
«Родные поля» — советский полнометражный чёрно-белый художественный фильм, поставленный на киностудии «Мосфильм» в 1944 году режиссёрами Борисом Бабочкиным и Анатолием Босулаевым по сценарию Михаила Папавы. Посвящён жизни советской деревни в годы Великой Отечественной войны. Премьера фильма состоялась 7 февраля 1945 года.

## Сюжет
Действие фильма разворачивается в деревне Быковка. Многие её жители ушли на фронт, откуда приходят сообщения о гибели то одного, то другого односельчанина. Работу местного колхоза имени Александра Пушкина организует председатель Иван Выборнов (Борис Бабочкин), герой гражданской войны, коммунист. Он мечтает уйти на фронт, но его задача — работа в тылу. Ему предстоит принимать беженцев с уже занятых немцами территорий, обеспечивать фронт хлебом и обмундированием.
Среди бежавших из-под Смоленска крестьянок — Дуня (Ольга Викландт), которая влюбляется в председателя колхоза.
Молодые мужчины-колхозники покидают деревню, призванные в ряды Красной Армии, нуждающейся в бойцах, чтобы остановить немцев, рвущихся к Москве. Уходит воевать и последний единоличник деревни — Семён Хвалин (Виктор Кольцов), доверив заботу о своей семье колхозу. А тяготы сельской работы ложатся на плечи женщин, стариков и детей. Упорным трудом они не только вовремя засеивают свои поля, но и помогают соседним хозяйствам.
Когда сев окончен, приходит известие о гибели родного сына председателя. В этих обстоятельства Ивану Выборнову разрешают отправиться мстить врагу. В Быковке остаётся ждать его возвращения Дуня.

## В ролях
В фильме снимались:
- Борис Бабочкин — Выборнов
- Василий Ванин — дед Мошкин
- Ольга Викландт — Дуня
- Нина Никитина — Тютькова
- Анастасия Зуева — Леска Бугорная
- Елизавета Кузюрина — Манефа
- Нина Зорская — Женя
- Владимир Балихин — дед Букин
- Мария Томкевич — Медведева
- Виктор Кольцов — Семён Хвалин
- Марина Гаврилко — Хвалина
- Мария Виноградова — Кланька
- Виктор Ключарёв — Семён Косой
- Николай Парфёнов — новый председатель колхоза
- Анатолий Елисеев — Ванюшка
- Мария Волкова
- Анастасия Кожевникова
- А. Григорьев
- Н. Карпов
- Владимир Колчин
- Владимир Уральский
- Вера Орлова
- Николай Сергеев
- А. Скворцова
- Алексей Темерин
- Елена Тяпкина
- Елена Ануфриева

## Съёмочная группа
Над фильмом работали:
- автор сценария — Михаил Папава
- режиссёры-постановщики — Борис Бабочкин, Анатолий Босулаев
- главный оператор — Александр Сигаев
- художники — Евгений Куманьков, Евгений Свидетелев
- композитор — Николай Крюков
- звукооператор — Николай Тимарцев
- второй режиссёр — А. Б. Оленин
- оператор — Тимофей Лебешев
- директор картины — Н. Слиозберг
- хор под управлением Анатолия Тихомирова

## Производство
Фильм имел рабочее название «Быковцы» — в соответствии с названием оригинального сценария Михаила Папавы, опубликованного в 1944 году. Он стал режиссёрским дебютом актёра Бориса Бабочкина и театрального художника Анатолия Босулаева. Свою первую роль в кино сыграла в нём Ольга Викландт. Съёмки фильма проходили в 1944 году, интерьерные сцены снимались в павильонах «Мосфильма».

## Отзывы
Обозреватель газеты «Правда» М. Львов, отмечая простоту сюжета, фрагментарность сценария и отсутствие драматургически эффектных событий в фильме, назвал его душевным и близким зрителям, вызывающим гордость за простых людей. Он также похвалил актёрскую игру Бориса Бабочкина, который создал разноплановый и достоверный образ председателя передового колхоза; Василия Ванина, сыгравшего самобытную роль деда Мошкина, неуверенного наедине с самим собой, но мудрого и не сомневающегося в светлом будущем при посторонних; и Ольги Викландт, создавшей образ внешне дерзкой, но внутренне доброй и отзывчивой Дуни; а также Нины Никитиной, Анастасии Зуевой и Анатолия Елисеева.
Пётр Павленко в рецензии на фильм, опубликованной в газете «Красная звезда», писал, что фильму «Родные поля» суждена долгая жизнь. Он также назвал картину описанием будничного быта колхоза и указал на отсутствие цели проследить судьбу отдельных героев, вместо которых на передний план выведен деревенский коллектив. Игра Бориса Бабочкина признана глубокой и тонкой, а его режиссёрский дебют — успешным. Отмечены также актёрский талант Василия Ванина, типажи колхозниц, исполненные в фильме русские песни и показанная природа родного края. Из недостатков, помимо фрагментарности сценария, Павленко также указал на излишне трагическую натуралистичность начала фильма и затянутость некоторых сцен.
Рецензии на фильм также были опубликованы в газетах «Советское искусство» и «Литературная газета».
Как и любая другая советская картина, фильм получил профессиональную оценку на художественном совете. В сентябре 1944 года Всеволод Пудовкин охарактеризовал работу как свежую и ясную и высказал личную к ней симпатию. Он поставил её в пример другим кинематографистам, подчеркнув, что как театральный режиссёр, Бабочкин не использовал ставшие обыденными условности киноязыка и ярко показал не только игру актёров, но и фон, в первую очередь, пейзажи, на котором разворачивается действие. В этом ему помог кинооператор Александр Сигает, работу которого Пудовкин также отметил. Положительной оценки удостоилась и музыка Николая Крюкова, в которой нашлось место не только хоровому пению, но и шуму трактора, вписанному в музыкальный ряд. Как и Михаил Ромм, Пудовкин оговорил два подхода к оценке фильма: как единичный образец работы Бабочкина — кинорежиссёра он достоин похвалы, однако как творение будущего коллеги, желающего повторить успешный опыт, заслуживает разбора недостатков. К ним относились неслаженность сюжета и огрехи монтажа, частично связанные с жёсткой установкой не превышать заданный метраж. Фильм пришлось резать по-живому, из-за чего некоторые сцены становятся или непонятны, или нелогичны в общей линии событий. Противоположностью блестящей работе оператора на натуре стали невнятные съёмки в студии. Среди удачных ролей Пудовкин отметил игру Бабочкина и Ванина, а из неудач указал на образ Лески Бугорной, сыгранной Анастасией Зуевой.
Итоги 1944 года обсуждались во время творческой дискуссии в Доме кино 13—15 февраля 1945 года. Председательствовавший на ней Иван Пырьев назвал «Родные поля» лучшим фильмом года. Он высоко оценил работу сценариста, создавшего интересную, хотя и недостаточно проработанную драматургическую основу, и особенно похвалил актёрскую работу Бориса Бабочкина, сказав, что тот «создал великолепнейший образ председателя колхоза, который у нас в кинематографии никогда не удавался». Однако отсутствие яркого конфликта и напряжённой сюжетной линии привели к тому, что у зрителей «Родные поля» сильного интереса не вызвали.
Более поздние критики отмечали необычность картины для своего времени. Наиболее заметной деталью является то, что быковский колхоз носит имя не коммунистического вождя, а Александра Пушкина. Виктор Филимонов в журнале «Сеанс» за октябрь 2011 года писал, что в фильме не чувствуется идеологического давления, и вместо политических идей на первый планы выходят понятия рода, семьи, своей земли и дома. Нет в нём и непримиримой классовой борьбы с непременным физическим уничтожением врагов, что стилистически ближе не к середине 1940-х, а к середине 1950-х годов. То же замечает и Максим Семёнов (Colta.ru): председатель колхоза в исполнении Бабочкина человечнее и ближе к народу, он осознает не только свой долг перед партией и правительством, но и перед людьми, которые его выбрали руководить собой. «Одной из лучших кинолент о советской деревне» назвал фильм Юрий Нагибин.